# Rubrosterona

Rubrosterona es un esteroide que se encuentra en insectos y plantas. Debido a su similitud con esteroides vertebrales ha habido cierto interés por su uso en humanos. Una forma de rubrosterona se encuentra en la planta,  Achyranthes rubrofusca, que parece ser un agente hipolipemiante en ratas.